# Eumannia
Eumannia là một chi bướm đêm thuộc họ Geometridae.

## Các loài
- Eumannia lepraria (Rebel, 1909)
- Eumannia oppositaria (Mann, 1864)
- Eumannia psyloritaria (Reisser, 1958)